# Pabur Viejo
Pabur Viejo es un caserío peruano ubicado en el distrito de La Matanza, perteneciente a la provincia de Morropón del departamento de Piura, al norte del Perú. 

## Ubicación
Pabur Viejo se ubica al noroeste de la provincia de Morropón, en el distrito de La Matanza, en el departamento de Piura.

## Demografía
En 2017 Pabur Viejo tenía una población de 420 habitantes.
| Gráfica de evolución demográfica de Pabur Viejo entre 1993 y 2017 |
|                                                                   |
| Fuentes: Población 1993 y 2017                                    |